# Protasia mirabilicornella
Protasia mirabilicornella är en fjärilsart som beskrevs av Dyar 1908. Protasia mirabilicornella ingår i släktet Protasia och familjen mott. Inga underarter finns listade i Catalogue of Life.